# خمبک
خمبک (به لاتین: Khombok) یک منطقهٔ مسکونی در افغانستان است که در ولسوالی تگاب واقع شده‌است.